# Fransk luddranunkel
Fransk luddranunkel (Ranunculus monspeliacus) är en ranunkelväxtart. Fransk luddranunkel ingår i släktet ranunkler, och familjen ranunkelväxter.

## Underarter
Arten delas in i följande underarter:
- R. m. aspromontanus
- R. m. monspeliacus
- R. m. saxatilis